# Filón de Larisa
Filón de Larisa (griego: Φίλων ὁ Λαρισσαῖος; Larisa, 145 a. C. - 80 a. C.), filósofo griego y escolarca sucesor de Clitómaco de la Academia de Atenas fundada por Platón, desde 110 a. C. hasta 88 a. C. Durante la guerra del rey del Ponto, Mitrídates VI, contra los romanos (segunda guerra mitridática), se refugió en Roma, donde fue maestro de Cicerón. En sus inicios como filósofo, compartía el escepticismo académico moderado de Arcesilao y Carnéades inclinándose más tarde por una posición opuesta a la epojé escéptica, permitiendo creencias provisionales sin certeza, postura que fue defendida también por su discípulo Antíoco de Ascalón. Ninguno de sus escritos sobrevivió.

## Vida
Filón nació en Larisa en 154/3 a. C. Se mudó a Atenas, donde se convirtió en alumno de Clitómaco, a quien sucedió como director de la Tercera o Nueva Academia en 110-109 a. Según Sexto Empírico, fue el fundador de una "Cuarta Academia",pero otros escritores se niegan a admitir la existencia separada de más de tres academias. Fue el maestro de Antíoco de Ascalón, quien se convertiría en su adversario en la escuela platónica.
Durante las guerras mitridáticas, Filón abandonó Atenas y fijó su residencia en Roma en el 88 a. En Roma dio conferencias sobre retórica y filosofía, y reunió a su alrededor a muchos alumnos eminentes, entre los cuales Cicerón fue el más famoso y el más entusiasta.
Filón fue el último erudito indiscutible de la Academia en sucesión directa de Platón. Después de su muerte en el 84/3 a. C., la Academia se dividió en facciones rivales y finalmente desapareció hasta el renacimiento neoplatónico .

## Filosofía
Ninguna de las obras de Filón se conserva; nuestro conocimiento de sus puntos de vista se deriva de Numenio de Apamea, Sexto Empírico y Cicerón. En general, su filosofía fue una reacción contra el escepticismo académico de la Media y Nueva Academia a favor del dogmatismo de Platón.
Sostenía que por medio de nociones conceptuales (katalêptikê phantasia) los objetos no podían ser comprendidos (akatalêpta), pero eran comprensibles según su naturaleza. No está claro cómo entendió esto último, si se refirió a la evidencia y conformidad de las sensaciones que recibimos de las cosas,o si había vuelto al supuesto platónico de una percepción espiritual inmediata. En oposición a su discípulo Antíoco , no admitiría la separación de una Vieja y una Nueva Academia, sino que encontraría las dudas del escepticismo incluso en Sócrates y Platón, y no menos quizás en la Nueva Academia el reconocimiento de la verdad que irrumpió a través de su escepticismo. Al menos por un lado, aunque no se resistiría a la evidencia de las sensaciones, deseaba incluso aquí encontrarse con antagonistas que intentaran refutar sus posiciones, es decir, sintió la necesidad de someter de nuevo lo que había fijado provisionalmente en su propia mente como fiel al examen del escepticismo; y por otra parte, no dudó en llegar a una convicción segura respecto del fin último de la vida.

| Predecesor: Clitómaco | Escolarca de la Academia de Atenas 110 a. C. - 84 a. C. | Sucesor: - |

## Lectura adicional
Dorandi, Tiziano (1999). «Chapter 2: Chronology».  En Algra, Keimpe, ed. The Cambridge History of Hellenistic Philosophy. Cambridge: Cambridge University Press. p. 48. ISBN 9780521250283.
- Smith, W., ed. (1867). «Philon (3. the Academic)». A Dictionary of Greek and Roman biography and mythology. Boston: Little, Brown & Co. .313. OCLC 68763679.

- Brittain, Charles, Philo of Larissa (Oxford University Press, 2001) ISBN 0-19-815298-1